# Cholnoky Viktor

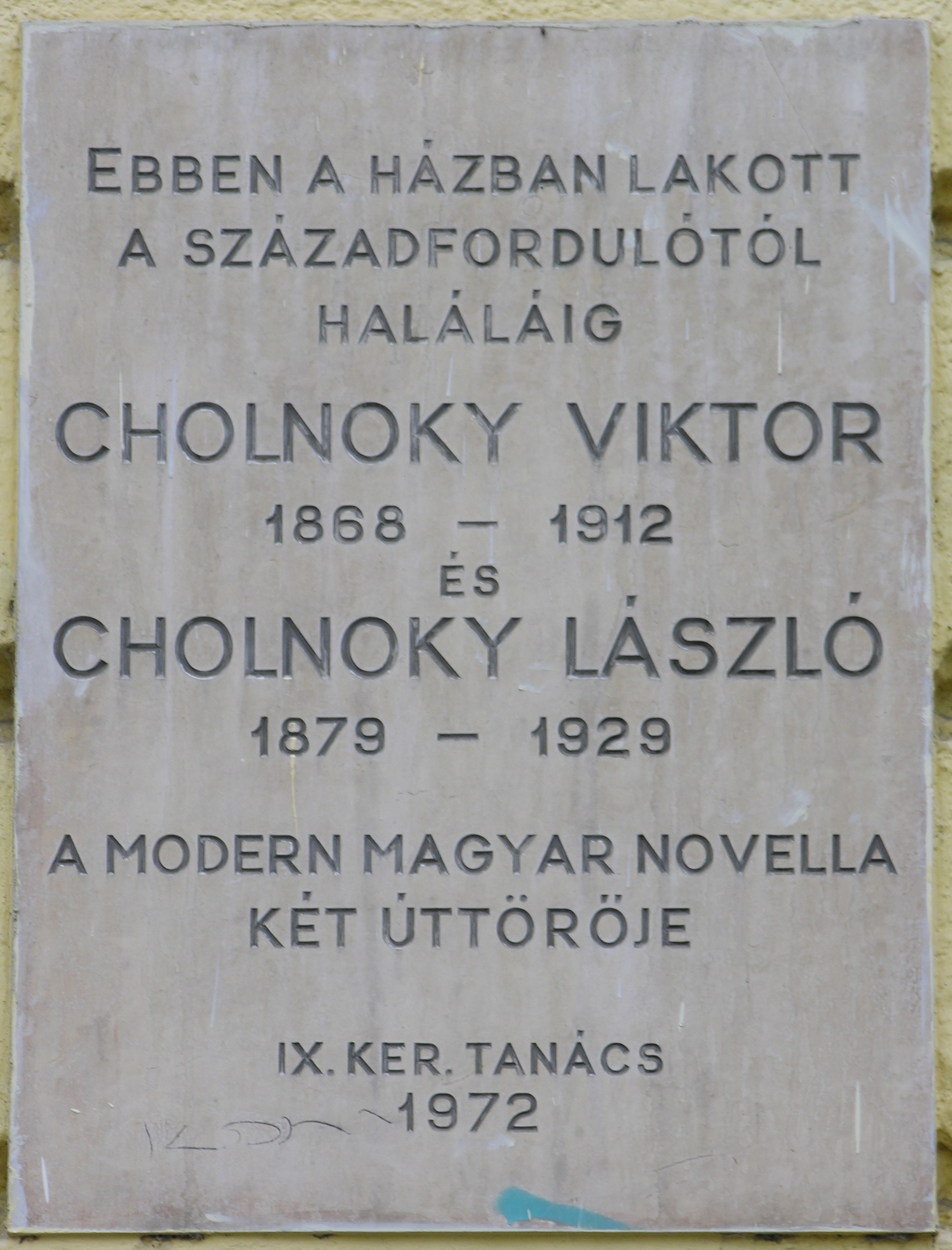
Cholnoky Viktor és Cholnoky László emléktáblája Budapest IX. kerületében

Cholnoky Viktor, Cholnoky Győző (Veszprém, 1868. december 23. – Budapest, Józsefváros, 1912. június 5.) magyar író, újságíró, műfordító. Cholnoky Jenő és Cholnoky László testvérbátyja.

## Életpályája
A nemesi származású csolnokosi Cholnoky család sarja. Apja csolnokosi Cholnoky László (1835-1901), köz- és váltó-ügyvéd, Veszprém város kiérdemelt tiszti főügyésze, anyja zombathfalvi Zombath Krisztina (1842-1934). Az apai nagyszülei csolnokosi Cholnoky Ferenc (1808-1876), Veszprém város tiszti orvosa és Reviczky Karolina (1809-1882) voltak. Az anyai nagyszülei zombathfalvi Zombath Antal, győri ügyvéd és sághi Sághy Leopoldina voltak.
A középiskolát Veszprémben és Pápán végezte. Jogot tanult Győrött és Budapesten, de tanulmányait nem fejezte be, mert újságíró lett 1894-ben szülővárosában. Ezután a Balatoni Hírlapot szerkesztette, majd 1901-től a Pesti Napló segédszerkesztője. Írói tekintélyét A Hét című lapban – amelynek pár évig szerkesztője is volt – közölt novelláival alapozta meg. A súlyos alkoholproblémákkal küzdő író halálát tüdőgümőkór okozta.

## Novellavilága
Írásait különös figurák népesítik be és groteszk helyzetek tarkítják, amelyekkel a kiábrándult, utat nem találó modern polgár lelkivilágát ábrázolja. A legnagyobb magyar stílusművészek közé tartozik. Első kötete (Füstkarikák, 1899) Mark Twain-fordításait és novelláit tartalmazza, amelyek a világ távoli részeire vezetnek, hatalmas művelődéstörténeti anyagot mozgatnak meg. Egzotikus tájai, mesebeli alakjai a mindennapokból, a szorongató valóságból elvágyódást fejezik ki.

## Művei
- Füstkarikák; Egyházmegyei Ny., Veszprém, 1895
- Mozgai Pál, a gyermekhős; Magyar Kereskedelmi Közlöny, Bp., 1907
- Kacagó szélhámosok; Nap Ny., Bp., 1909 (Aktuális könyvtár)
- Beszélgetések; Politzer, Bp., 1910 (Modern könyvtár)
- Tammuz. Elbeszélések; Franklin, Bp., 1910
- Az alerion-madár vére. Elbeszélések.; Franklin, Bp., 1912 Online
- Néhusztán meséiből és egyéb elbeszélések; Franklin, Bp., 1913
- Kaleidoszkop; bev. Kárpáti Aurél; Élet, Bp., 1913
- A kísértet. Válogatás Cholnoky Viktor publicisztikájából; összeáll., sajtó alá rend., jegyz., utószó Fábri Anna; Magvető, Bp., 1980 (Magyar hírmondó)
- Trivulzio szeme. Válogatás Cholnoky Viktor novelláiból; összeáll., sajtó alá rend., jegyz., utószó Fábri Anna; Magvető, Bp., 1980 (Magyar hírmondó)
- Válogatás Cholnoky Viktor kevésbé ismert írásaiból; Művészetek Háza, Veszprém, 1993
- A Bakony menekültje. Válogatott írások; Jókai Városi Könyvtár, Pápa, 1998 (Pápai diákok)
- Wurmdrucker Tóbiás és egyéb kísértések; bev. Krúdy Gyula; vál., összeáll., utószó, jegyz. Géczi János; Ister, Bp., 1999 (Ister magyar klasszikusok)
- A máltai láz. Válogatott novellák; vál., utószó Fábri Anna; Osiris, Bp., 2000 (Millenniumi könyvtár)
- Az álomirtó; vál., szerk. Hunyadi Csaba, utószó Sánta Gábor; LAZI, Szeged, 2001
- A vörös Péter és más elbeszélések; szöveggond., utószó Egyed Ilona; Unikornis, Bp., 2003 (A magyar próza klasszikusai)